# Irena Stankiewicz

Iwona Chmielswska (2016)

Iwona Chmielewska (sinh năm 1960) là một tác giả và họa sĩ minh họa người Ba Lan. Các tác phẩm của bà chủ yếu dành cho trẻ em nhưng cũng dành cho người lớn. Do có nhiều tác phẩm được xuất bản ở Hàn Quốc, Chmielewska đã trở nên nổi tiếng đáng kể ở đây. Bà hiện sống và làm việc tại Toruń ở miền bắc Ba Lan. Chmielewska hiện đang giảng dạy tại Khoa Mỹ thuật tại Đại học Nicolaus Copernicus.

## Tiểu sử

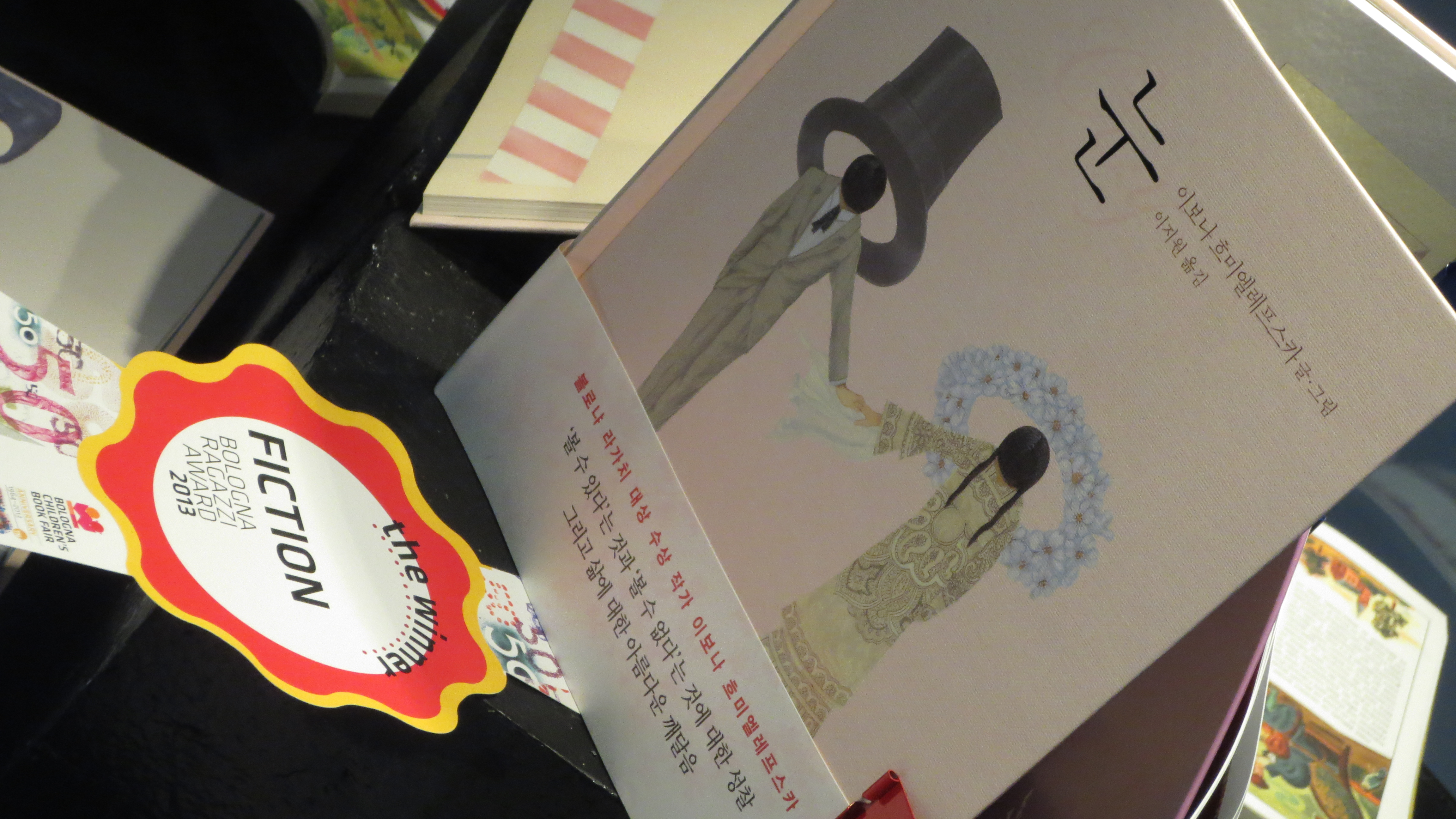
Giải thưởng Bologna 2015

Chmielewska sinh ngày 5 tháng 2 năm 1960 tại Pabianice. Bà học thiết kế đồ họa tại Đại học Nicolaus Copernicus ở Toruń. Bà có tác phẩm xuất bản lần đầu tiên ở Hàn Quốc vào năm 1990. Tính đến nay, Chmielewska đã xuất bản ở đó hơn 20 cuốn sách, nhiều sách trong số này đã được dịch sang các ngôn ngữ khác.
Chmielswska đã nhận được những giải thưởng lớn bao gồm Bologna Ragazzi từ Hội chợ sách dành cho trẻ em Bologna (2011 và 2013) và Quả táo vàng tại Giải thưởng sách cho trẻ em Biennial of Illustration ở Bratislava (2007).

## Ấn bản tiêu biểu
- 2005: Thinking ABC, utgitt av Nonjang, Seoul, Hàn Quốc
- 2006: O wędrowaniu przy zasypianiu, utgitt av Hokus-Pokus, Warsaw
- 2009: Kwak Young Kwon: Room in the Heart, BIUM, được xuất bản bởi Agibooks, Seoul
- 2010: Kim Hee-Kyung: The House of the Mind – MAUM, được xuất bản bởi Changbi, Paju-si, Hàn Quốc
- 2011: Blumkas Tagebuch - Vom Leben in Janusz Korczaks Waisenhaus, utgitt av Gimpel, Hannover
- 2013: Eyes, được xuất bản bởi Changbi, Paju-si